# 창핑둥관역
창핑둥관역(중국어: 昌平东关站)은 중화인민공화국 베이징시 창핑구 청베이 가도 푸쉐로·창추이로·수이쿠로·룽수이로 교차로에 위치한 창핑선의 지하철역이다. 본 역은 2015년 12월 26일 창핑선 2단계 개통과 함께 운영 개시하였고, 현재는 베이징 지하철 운영 유한회사 제4지사가 운영하고 있다.

## 개요
본 역은 베이징시 창핑구 청베이 가도, 구 시가지 동부 푸쉐로(府学路) - 창추이로(昌崔路)(동서 방향)와 수이쿠로(水库路) - 룽수이로(龙水路)(남북 방향)의 교차로 구 동관 원형 교차로에 위치하고, 동서 방향으로 배열되어 있다. 이 역은 2015년 1월에 폐쇄되었으며 2015년 12월 26일에 개통하였다.

## 역 구조
본 역은 2층 규모의 지하 역사로, 지하 1층은 대합실 층이고 지하 2층은 승강장 층이다. 섬식 승강장의 구조로 설계되어 폭이 12m, 중앙에 대합실로 연결되는 에스컬레이터 2세트가 있다. 역사 구조는 총 길이는 189.4m, 표준 구간 폭은 20.7m, 복토 두께는 3.8m이다.

### 층별 구조
| 지면     |                                 | 출입구                              |
| 지하 1층 | ■ 창핑선 대합실                 | 고객센터, 자동 발매기, 출입 게이트  |
| 지하 2층 | ←                               | ■ 창핑선 창핑시산커우 방면 (창핑)   |
| 지하 2층 | 섬식 승강장, 왼쪽 출입문이 열림 |                                     |
| 지하 2층 | →                               | ■ 창핑선 지먼차오 방면 (베이사오와) |

## 출입구
역 입구와 4개의 출입구가 있다. 엘리베이터는 B, D출입구에 있다.
|                         |                       |                                                                                            |      |             |
| 출구                    | 지시                  | 출구 인근                                                                                  | 사진 | 무장애 시설 |
| 出口 · A                | 수이쿠로(水库路) 서측 | 푸쉐로(府学路) 북측, 젠안리 커뮤니티(建安里小区)                                           |      | 빈칸        |
| 出口 · B                | 수이쿠로(水库路) 동측 |                                                                                            |      |             |
| 出口 · C                | 창추이로(昌崔路) 남측 | 룽수이로(龙水路) 동측, 진위자허위안(金隅嘉和园), 창춘위안(畅椿园), 빈허 유치원(滨河幼儿园) |      | 빈칸        |
| 出口 · D                | 룽수이로(龙水路) 서측 | 푸쉐로(府学路) 남측, 푸디자위안(福地家园), 창핑진우싱상청(昌平金五星商城)                  |      |             |
| 아이콘 설명: 엘리베이터 |                       |                                                                                            |      |             |

## 역 주변
- 창핑구 도서관(昌平区图书馆)
- 창핑구 박물관(昌平区博物馆)
- 베이징시 창핑구 청베이 가도 사무실(北京市昌平区城北街道办事处)
- 베이징 중국석유대학(中国石油大学)
- 중국 정법대학 창핑 캠퍼스(中国政法大学昌平校区)

## 주해
1. ↑  건설 및 기획 단계에서는 수이쿠루역(水库路站)으로 불리었다.